# Kentaro Sato
Kentaro Sato (佐藤賢太郎 Satō Kentarō?, n. 12 de mayo 1981) es un compositor de Los Angeles, director y terapeuta de música incidental para cine y televisión y de música sinfónica y coral. Sus obras han sido interpretadas, radiadas y grabadas en América del Norte y del Sur, Asia y Europa por orquestas renombradas, entre ellas la Philharmonia Orchestra. En 2005, fue nombrado compositor residente y director asistente de la Sinfónica de Torrance.
Nació en Hamamatsu, Japón, la ciudad de la música y de los instrumentos. Comenzó su aprendizaje musical a la edad de 15 años. Obtuvo un "Bachelor of Music in Media and Commercial Writing" y un "Master of Music" en Dirección de la California State University, Northridge (CSUN). Además, obtuvo un título en Cine del Santa Monica College.

## Estilo musical
Sus obras corales, especialmente para coro a capella, están repletas de armonías ricas y coloridas, que dan sensación de movimiento gracias a las líneas vocales que se mueven individualmente y en registros cercanos. Sus obras sinfónicas poseen una brillante y luminosa orquestación, con un claro sentido melódico, fruto de su experiencia como compositor y orquestador en Hollywood.

## Obras musicales

### Música comercial

#### Películas
- Baahubali 2: The Conclusion (Música adicional, Orquestación)

#### Televisión
- A Christmas Prince: The Royal Wedding (Música adicional)
- The Bill Cunningham Show (Música adicional)
- The Dr. Oz Show (Música adicional)
- Judge Judy (Música adicional)
- Like, Share, Die (Música adicional)
- Primer Impacto (Música adicional)
- El Gordo y la Flaca (Música adicional)
- Brennpunkt (Música adicional)
- Madam Cutie On Duty (Música adicional)
- Alt for Norge (Música adicional)

#### Videojuegos
- Medal of Honor: European Assault (Orquestación) Electronic Arts.
- Tom Clancy's Ghost Recon Advanced Warfighter (Orquestación) Ubisoft.
- Tom Clancy's Ghost Recon Advanced Warfighter 2 (Orquestación) Ubisoft.
- Avalon Code Title Song "Deep Forest" (Arreglo) Matrix Software.
- Dissidia 012 Final Fantasy (Orquestación y letra) Square Enix.
- Final Fantasy Type-0 (Orquestación y letra) Square Enix.

#### Grabación de álbumes
- Wonderful World by Israel "Iz" Kamakawiwoʻole (Orquestación)
- Symphonic Tale: The Rune of Beginning (Música de Suikoden II, Orquestación, dirección, dirección musical) performed by Budapest Symphony Orchestra.
- Symphonic Tale: An Unforgettable Journey (Música de Grandia, Orquestación, dirección, dirección musical) performed by Budapest Symphony Orchestra.

### Música sinfónica
- Symphonic Tale "Peter Pan" 
  - 1.  The Boy Who Won’t Grow Up / The Peter Pan’s Fanfare
  - 2.  Wendy’s Kiss
  - 3.  Tinker Bell / Flying to the Neverland
  - 4.  Pirates of the Jolly Roger
  - 5.  The Lost Boys
  - 6.  Cinderella, Wendy's Story
  - 7.  The Mermaids' Lagoon
  - 8.  The Never Bird
  - 9.  Dance of the Native Warriors
  - 10. Memory of Mother
  - 11. Hook or Me, This Time!
  - 12. Return Home
- Wings of Dreams
- The Wind of Grassland
- Christmas Overture
- Redlands Overture
- Star Ocean Overture
- Freedom Overture
- A Gift from the Ocean
- Going Home with You
- The Great Voyages of Captain Little

### Música coral
- Missa pro Pace (Mass for Peace) -SATB divisi, Latin-
  - 1. Kyrie
  - 2. Gloria
  - 3. Sanctus
  - 4. Agnus Dei
- Phoenix -SATB, Orchestra (Chamber Orch. ver/Piano ver/Organ ver), Latin-
  - 1. Locus Felix (The Happy Place)
  - 2. Avis Phoenix (Phoenix, the Bird)
  - 3. Mors et Resurrectio Phoenicis (Death and Resurrection of the Phoenix)
  - 4. Carmen Phoenici (Song to the Phoenix)
- Requiem Pacis (Requiem of Peace) -SATB, Soprano Solo, and Chamber Orchestra (Piano ver/Organ ver), Latin-
  - 1. Requiem Aeternam et Kyrie
  - 2. Sanctus
  - 3. Agnus Dei et Lux Aeterna
  - 4. Subvenite
  - 5. In Paradisum
- Te Deum -SATB, Organ or Piano, Percussions Latin-
  - 1. Te Deum Laudamus
  - 2. Te Gloriosus
  - 3. Tu Rex Gloriae
  - 4. Te Ergo Quaesmus
  - 5. Salvum Fac
- Veni Sancte Spiritus -SMA, Orchestra ver./Organ ver./Piano ver., Latin -
  - 1. Veni et Emite
  - 2. Consolator Optime
  - 3. O Lux Beatissima (This movement is a cappella)
  - 4. Da Tuis Fidelibus
- Missa Trinitas -SSA, divisi, Latin-
  - 1. Kyrie
  - 2. Gloria
  - 3. Sanctus
  - 4. Benedictus
  - 5. Agnus Dei
- Cantata Amoris (Cantata of Love) -SATB divisi, Latin-
  - 1. Sectamini Caritatem
  - 2. Diligamus Invicem
  - 3. Nihil Sum
  - 4. Deus Caritas Est
- Arbor Mundi (World Tree|世界樹) -TTBB and Piano, Latin-
  - 1. Expergisci (Awakening|目覚め)
  - 2. Strepitus Candidi (White Noises|白いざわめき)
  - 3. Hasta Fulminea (Spear of Lightning|光の槍)
  - 4. Carmen Imbris (Song of Rain|雨の歌)
  - 5. Sensus (A Sensation|思い)
  - 6. Carmen Arboris Mundi (World Tree Song|世界樹の歌)
- Fabulae Persei (Tales of Perseus|ペルセウス物語) -TTBB, Organ or Piano with optional Percussions and Narration, Latin-
  - 1. Perseus Iuvenis (The Young Perseus|若きペルセウス)
  - 2. Eius Die Natali (On His Birthday|誕生日に)
  - 3. Typhon (Typhon|テュポーン)
  - 4. Imprecatio (The Curse|呪い)
  - 5. Epistula Andromedae (Andromeda's Letter|アンドロメダの手紙)
  - 6. Arma Deorum (Arms from the Gods|神々の武具)
  - 7. Medusa (Medusa|メドゥーサ)
  - 8. Pegasus, Equus Ales (Pegasus, a Whinged Horse|天馬ペガサス)
  - 9. Proelium cum Typhone (Battle with Typhon|テュポーンとの戦い)
  - 10. Perseus Heros (The Hero Perseus|英雄ペルセウス)
- Laetentur Caeli (Let the Heavens be Glad) -SATB and String Orchestra (Piano ver./Organ ver.), Latin-
  - 1. Laetitia
  - 2. Misericordia
  - 3. Iustitia
- Three Love Song set -SATB divisi, English-
  - 1. Love in the Sky
  - 2. Love in Bloom
  - 3. Love on Fire
- In Laude Iesu -SATB, Latin-
  - 1. Ne Timeas, Maria
  - 2. Lux Fulgebit
  - 3. Ave Verum Corpus
  - 4. O Filii et Filiae
- Ireland, a little bit of Heaven -SATB, English-
  - 1. An Irish Lullaby
  - 2. Who Threw the Overalls in Mistress Murphy's Chowder
  - 3. The Kerry Dance
  - 4. Danny Boy
- Uta'ngoe-wa Kawarazu (Singing Unchanged|歌声は変わらず) -SATB, Piano, Japanese-
  - 1. Uta-nga Kikoeru (I Hear a Song|歌が聞こえる)
  - 2. Ano Koro (Those days|あの頃)
  - 3. Kyo-mo Dokokade(Somewhere　|今日もどこかで)
- Ako'ngare-to Tomoni (With Adoration|憧れと共に) -TTBB/SATB, Piano, Japanese-
  - 1. Uta-ni Ako'ngarete (Falling in Love with Singing|歌に憧れて)
  - 2. On'ngaku-ni Na'tte (Music Coming to Be|音楽になって)
  - 3. Ke'tsui(Determination|決意)
  - 4. Boku-nga Utau Wake(Why I Sing|僕が歌う理由<わけ>)
- Bookmarks of Four Seasons (Kisetsu-no Shiori|季節のしおり) -SATB divisi, Japanese-
  - 1. Spring's Footsteps (Haru-no Ashioto|春の足音)
  - 2. Summer's Paints (Natsu-no Enongu|夏の絵具)
  - 3. Autumn's Shadow Pictures(Aki-no Kangee|秋の影絵)
  - 4. Winter's Breath (Huyu-no Ibuki|冬の息吹)
- Sea Turtle Songs (Umingame-no Uta|ウミガメの唄) -SA&SATB Piano, Japanese-
  - 1. White Hopes (Shiroi Kibo|白い希望)
  - 2. Whispers of the Night Sky (Yozora-no Tsubuyaki|夜空のつぶやき)
  - 3. Departure in the Moonlit Night(Tsukiyo-no Tabidachi|月夜の旅立ち)
  - 4. White Miracle (Shiroi Kiseki|白い奇跡)
- Hajimariwa Itsumo|はじまりは、いつも -SA, Piano, Japanese-
  - 1. Sorano Staatorain|空のスタートライン
  - 2. Mata, Ashita|また、あした
  - 3. Dekita!|できた！
- Ave Maria in C -SATB divisi, Latin-
- Ave Maria in F -SSA and Piano, Latin-
- Ave Regina Caerolum -SSA and Piano, Latin-
- Ave Maris Stella -SATB divisi, Latin-
- Carmen Laetitiae　-SSA, divisi, Latin-
- Ortus Carminis (Arising of Song) -SATB, optional Piano, Latin-
- How Do I Love You? -SATB divisi, English-
- 'Tween Dusk and Dreams -SATB divisi, English-
- Newborn Joy (Angels We Have Heard on High) -SATB and Piano, English-
- Sweet Days -SATB　or TTBB English-
- Little Star of Bethlehem -SATB, English-
- Then Christmas Comes -TB divisi, English-
- Whispered Secrets -SATB and Piano, English-
- Innocence -SATB and Piano, English-
- Fanfare for Tomorrow -SATB, Brass and Percussion, English-
- Love's Philosophy -SATB and Piano, English-
- Prends Cette Rose (Receive This Rose) -SATB and Piano, French-
- Opening Our Memories (Omoide-wo Hiraite|思い出をひらいて)-SA&SATB Piano, Japanese-
- Chorus! (Korasu!|コーラス！)-SATB divisi, Japanese-
- This Moment (Ima|いま) -SAB and Piano, Japanese-
- Magic of Smile (Engao-no Maho|笑顔の魔法) -SATB with Optional Piano, Japanese-
- Connection (Tsunangari|つながり) -SA, SSAA, TTBB, SAB and/or SATB with Optional Piano, Japanese-
- Forward (Mae-e|前へ) -SA, SSAA, TTBB, SAB and/or SATB with Optional Piano, Japanese-
- Forever Forward -SATB with Optional Piano, Japanese-
- Memory of Snow (Yuki no Omoide|雪の思い出|) -SATB and Piano, Japanese-
- A Child of the Ocean (Ware wa Uminoko|われは海の子|) -SATB and Piano, Japanese-
- The Road (Teppen-eno Michi|天辺への道|) -SATB, a cappella, Japanese-
- O Christmas Tree -TTBB, English-
- Silent Noon -SATB and Piano, English- Music by R. Vaughn-Williams, Cho.Arr. by Kentaro Sato
- Nbaba Love Song (Nbaba Rabusongu|んばば・ラブソング) -SA and Piano, Japanese) Cho.Arr. by Kentaro Sato
- Tenohira-wo Taiyo-ni (手のひらを太陽に) -SA and Piano, Japanese) Cho.Arr. by Kentaro Sato
- Anpanman-no March (アンパンマンのマーチ) -SA and Piano, Japanese) Cho.Arr. by Kentaro Sato

### Música dramática
- Pica-mu's Wonder Story (Musical)
- Himitsu-no Takaramono (Musical)
- Niji-no Kakehashi (Musical)

## Premios y reconocimientos
- 2000 - The Grand Prize of the 2nd Omnibus Town Award.
- 2001 - The 3rd Prize of the 5th Enterbrain Game Contest for Original Music.
- 2005 - 2004-2005 Outstanding Students Award in Music from California State University, Northridge.
- 2005 - The 2nd Prize of the GPO Orchestration Competition.
- 2005 - Winner of the 26th Annual Choral Composition Contest presented by Ithaca College and Theodore Presser Company for the performance of his "How Do I Love You?" by the West Genesee High School Chorale, led by Anthony Alvaro.
- 2005 - Winner of The 2005 Raymond W. Brock Memorial Student Composition Contest hosted by Winner of ACDA, American Choral Directors Association.
- 2006 - Recipient of the 2006 ASCAP Foundation David Rose Scholarship from the 2006 ASCAP Film Scoring Workshop.
- 2008 - 2nd Prize of the 2008 Singing City Choral Composition Contest.